# Josef Vojta
Josef Vojta (* 19. April 1935 in Pilsen; † 6. März 2023) war ein tschechoslowakischer Fußballspieler. Mit der Nationalmannschaft wurde er Dritter bei der Europameisterschaft 1960 und Silbermedaillengewinner bei den Olympischen Spielen 1964. Mit Sparta Prag wurde er in den 1960er Jahren zweimal Meister und einmal Pokalsieger.

## Karriere

### Beginn
Vojta, in Pilsen als zweiter von drei Söhnen zur Welt gekommen, zog mit seinen Eltern (Vater Fräsmaschinenführer im Unternehmen Škoda, Mutter Fabrikarbeiterin) nach dem Ende des Zweiten Weltkriegs im Alter von zehn Jahren nach Ústí nad Labem; dort schloss er sich dem örtlichen Fußballverein ZSJ Armaturka Ústí nad Labem an, der sich 1953 in DSO Spartak Ústí nad Labem umbenannte.

### Vereine
1956 leistete er seinen obligatorischen Militärdienst und kam in der Spielzeit 1956 für den Militär-Sportverein TJ Červená hviezda Bratislava (Roter Stern Bratislava) in der 1. fotbalová liga und in der Saison 1957/58 für Rudá Hvězda Brno (Roter Stern Brünn) in der 2. československá liga zum Einsatz. Nach seinem zweijährigen Militärdienst nach Ústí nad Labem zurückgekehrt, spielte er in der Saison 1958/59 für den in die 1. fotbalová liga aufgestiegenen DSO Spartak Ústí nad Labem.
Im Alter von 25 Jahren wurde er von TJ Spartak Praha Sokolovo, der sich 1965 in TJ Sparta ČKD Praha umbenannte, verpflichtet. Es war der Verein, dem er am längsten angehören und mit dem er seine einzigen Erfolge haben sollte. Für den Erstligisten bestritt er bis Saisonende 1967/68 351 Punktspiele, in denen er 77 Tore erzielte, gewann zweimal die Meisterschaft und je einmal den nationalen und einen internationalen Pokal. Den nationalen Vereinspokal gewann er mit seiner Mannschaft am 20. Mai 1964 in Brünn; im Finale wurde der TJ VSS Košice mit 4:1 bezwungen.
International nahm er im Zeitraum von 1964 bis 1968 an vier Pokalwettbewerben, an zweien zweimal, teil. Insgesamt bestritt er 18 Spiele, in denen er torlos blieb. Im Einzelnen: Mitropapokal (1964; 6/0 1965; 1/0), Messestädte-Pokal (1966/67; 2/0), Europapokal der Pokalsieger (1964/65; 2/0), Europapokal der Landesmeister (1965/66; 3/0, 1967/68; 4/0). Der Mitropapokal war der einzige, den er mit seiner Mannschaft erringen konnte. Nach dem torlosen Remis am 5. August 1964 bei der TJ Slovan Bratislava CHZJD im Hinspiel, gewann er mit seiner Mannschaft im Rückspiel am 2. September 1964 mit 2:0.
Von 1968 bis 1970 und von 1970 bis 1972 war er noch für die Zweitligisten FC Chomutov und TJ Meteor Praha aktiv, bevor er in Mělník für den dort ansässigen EMĚ Mělník spielte und in Nespeky, beim dort ansässigen TJ Sokol Nespeky seine Spielerkarriere beendete.

### Nationalmannschaft
Vojta bestritt in einem Zeitraum von 1960 bis 1966 sieben Länderspiele für die A-Nationalmannschaft und kam in seinen ersten beiden Einsätzen gegen die Nationalmannschaft Rumäniens im Viertelfinale der Qualifikation für die Europameisterschaft 1960 beim 2:0- und 3:0-Sieg am 22. und 29. Mai zum Zuge. In der anschließenden Endrunde wurde er bei der 0:3-Niederlage im Halbfinale gegen die Nationalmannschaft der UdSSR (verschoss einen Strafstoß in der 67. Minute) und beim 2:0-Sieg über Nationalmannschaft Frankreichs im Spiel um Platz 3 eingesetzt. Nach zwei verlorenen Freundschaftsspielen im April 1963 in Österreich und Bulgarien, kam er letztmals am 18. Mai 1966 im Prager Stadion Letná bei der 1:2-Niederlage gegen die Nationalmannschaft der UdSSR zum Einsatz.
Als Spieler der Olympiaauswahl nahm er am olympischen Fußballturnier 1964 in Tokio teil. Er bestritt alle Spiele der Gruppe C und erzielte beim 6:1-Sieg über die Auswahl Südkoreas das Tor zum 2:0 in der 26. Minute. Im zweiten Gruppenspiel gegen die Auswahl Ägyptens, beim 5:1-Sieg, gelangen ihm die Tore zum 1:0 und 2:0 in der fünften und 27. Minute. Als Gruppensieger zog er mit seiner Mannschaft ins Viertelfinale ein, in dem er beim 4:0-Sieg über die Auswahl Japans erneut ein Tor erzielte – das 3:0 per Strafstoß. Das anschließende Halbfinale gegen eine gesamtdeutsche Mannschaft wurde, wenn auch erst in der 90. Minute, mit 2:1 gewonnen. Im Finale am 23. Oktober 1964 im Olympiastadion Tokio war er mit seiner Auswahl den Ungarn  mit 1:2 unterlegen.

## Erfolge
- Dritter Europameisterschaft 1960
- Olympische Silbermedaille 1964
- Mitropapokal-Sieger 1964
- Tschechoslowakischer Meister 1965, 1967
- Tschechoslowakischer Pokal-Sieger 1964

## Auszeichnungen
Vojta, ehemaliger Allrounder, bekannt für sein nachdrückliches, aber sauberes Spiel und seine Vielseitigkeit, fand Aufnahme in die – während der Saison 2005/06 etablierte – Hall of Fame von Sparta Prag.